# 26. мај
26. мај (26.5.) је 146. дан године по грегоријанском календару (147. у преступној години). До краја године има још 219 дана.

## Догађаји
- 1521 — Римско-немачки цар Карло V, као извршилац папске екскомуникације, донео је Вормски едикт којим су Мартин Лутер, оснивач протестантизма у Немачкој и његови следбеници прогнани из земље.
- 1659 — Аурангзеб, велики могул Индије званично је ступио на престо који је узурпирао збацивши оца и смакнувши браћу.
- 1805 — Наполеон Бонапарта крунисан за краља Италије у Миланској катедрали.
- 1851 — У Лондону почео први модерни међународни шаховски турнир, који је 15. јула, у конкуренцији 16 играча, завршен тријумфом немачког мајстора Адолфа Андерсена.
- 1865 — Предајом генерала Кирбија Смита у Шривпорту у Луизијани, престао је последњи оружани отпор јужњачке војске у Америчком грађанском рату, месец и по дана пошто је Конфедерација потписала капитулацију.
- 1868 — Обешен ирски националиста Мајкл Барет због бомбашког напада у Лондону. То је било последње јавно смакнуће у Енглеској.
- 1896 — Николај II Романов крунисан је за цара Русије.
- 1905 — Основано Удружење књижевника Србије
- 1923 — Одржана је прва мотоциклистичка трка „24 часа Ле Мана“.
- 1940 — Почела Операција Динамо, масовна евакуација снага Британског експедиционог корпуса и француских јединица преко Ламанша, за време битке за Денкерк током Другог светског рата.
- 1942 — У Лондону потписан британско-совјетски споразум о пуној сарадњи двеју земаља у Другом светском рату и после окончања рата.
- 1955 — У Београд допутовала делегација Совјетског Савеза на челу са првим секретаром ЦК КПСС Никитом Хрушчовим. Након 1948. била је то прва званична посета представника Совјетског Савеза Југославији. На крају разговора потписана је Београдска декларација, којом су нормализовани међудржавни односи.
- 1966 — Британска Гијана је постала независна држава у оквиру Британског комонвелта.
- 1972 — У Москви је потписан први споразум СССР и САД о ограничењу стратегијског нуклеарног наоружања (САЛТ 1).
- 1986 — Европска заједница је усвојила европску заставу.
- 1991 —
  - Звијад Гамсахурдија је изабран за председника Грузије.
  - Аустријски путнички авион „Боинг 767“, компаније бившег аутомобилског аса Никија Лауде, пао је око 160 km северно од Бангкока. Погинуло је свих 223 путника и чланова посаде. Међу погинулим су била и тројица Југословена.
- 1997 — Аустралијски премијер Џон Хауард извинио се десетинама хиљада Абориџина који су у прошлости, због спровођења политике асимилације на силу узети од њихов родитеља.
- 1998 — Упркос противљењу професора и студената, Скупштина Србије усвојила је Закон о универзитету којим је влада Србије овлашћена да поставља ректора, декане, универзитетске и факултетске управне и надзорне одборе. Полиција је брутално растерала студенте и професоре који су због тога протестовали испред зграде Скупштине. У наредне две године 180 професора напустило је Београдски универзитет.
- 2001 — Организацију афричког јединства (ОАЈ) је након 38 година постојања заменила Афричка унија. Промена је извршена у циљу политичке и економске интеграције 53 афричке државе чланице, а по угледу на Европску унију.
- 2002 — Француско-пољски режисер, Роман Полански, освојио је Златну палму на филмском фестивалу у Кану за филм „Пијаниста“.
- 2003 — У авионској несрећи украјинског авиона типа Јак-42 у близини Црног мора, код града Трабзона, погинула су 62 припадника шпанских мировних трупа, који су се враћали из Авганистана и 13 чланова посаде.
- 2011 — Ухапшен Ратко Младић у Лазареву, у близини Зрењанина.

## Рођења
- 1891 — Мами Смит, америчка водвиљска певачица, плесачица, пијанисткиња и глумица. (прем. 1946)[1]
- 1907 — Џон Вејн, амерички глумац, редитељ и продуцент. (прем. 1979)[2]
- 1908 — Милан Ђоковић, српски и југословенски књижевник, новинар, драмски писац, преводилац. (прем. 1993)[3]
- 1912 — Јанош Кадар, мађарски политичар, лидер Мађарске (1956—1988). (прем. 1989)[4]
- 1913 — Питер Кушинг, енглески глумац. (прем. 1994)[5]
- 1913 — Ото Шолц, хрватски песник и преводилац. (прем. 1994)[6]
- 1915 — Срђан Мркушић, југословенски фудбалски голман. (прем. 2007)[7]
- 1920 — Пеги Ли, америчка музичарка и глумица. (прем. 2002)[8]
- 1926 — Мајлс Дејвис, амерички џез музичар и композитор, најпознатији као трубач. (прем. 2002)[9]
- 1942 — Мира Пеић, српска глумица.[10]
- 1944 — Олга Бисера, италијанска глумица и продуценткиња.[11]
- 1948 — Александар Боричић, српски одбојкаш и одбојкашки тренер.[12]
- 1949 — Хенк Вилијамс Млађи, амерички музичар.[13]
- 1956 — Ненад Стојковић, српски фудбалер и фудбалски тренер.[14]
- 1962 — Блек, енглески музичар. (прем. 2016)[15]
- 1963 — Мери Најтингејл, енглеска спикерка и ТВ водитељка.[16]
- 1964 — Лени Кравиц, амерички музичар, музички продуцент и глумац.[17]
- 1966 — Хелена Бонам Картер, енглеска глумица.[18]
- 1966 — Иво Накић, хрватски кошаркаш.[19]
- 1967 — Кевин Мур, амерички музичар.[20]
- 1968 — Фредерик X, краљ Данске.[21]
- 1972 — Золтан Сабо, српски фудбалер и фудбалски тренер. (прем. 2020)[22]
- 1977 — Лука Тони, италијански фудбалер.[23]
- 1979 — Мехмет Окур, турски кошаркаш и кошаркашки тренер.[24]
- 1981 — Дино Дрпић, хрватски фудбалер.[25]
- 1982 — Моник Александер, америчка порнографска глумица и модел.[26]
- 1984 — Тијана Кондић, српска глумица.[27]
- 1988 — Хуан Квадрадо, колумбијски фудбалер.[28]
- 1995 — Кенан Сипахи, турски кошаркаш.[29]
- 2000 — Теодора Ињац, српска шахисткиња.[30]

## Смрти
- 604 — Свети Августин Кeнтерберијски, први кентерберијски надбискуп.[31]
- 735 — Свети Бид, англосаксонски историчар и калуђер.[32]
- 1762 — Александер Баумгартен, немачки филозоф. (рођ. 1714)[33]
- 1883 — Абд-ел-Кадер, алжирски устаник. (рођ. 1808)[34]
- 1876 — Франтишек Палацки, чешки историчар и политичар.[35]
- 1976 — Мартин Хајдегер, немачки филозоф.[36]
- 1978 — Тамара Платоновна Карсавина, руска балерина.[37]

## Празници и дани сећања
- Српска православна црква слави:
  - Свету мученицу Гликерију
  - Светог мученика Александра
  - Преподобног Јована, Јевтимија Георгија и Гаврила Иверског